# Aliko
Aliko (Grieks: Αλύκο) is een plaats en voormalige gemeente in de stad (bashkia) Finiq in de prefectuur Vlorë in Albanië. Sinds de gemeentelijke herindeling van 2015 doet Aliko dienst als deelgemeente en is het een bestuurseenheid zonder verdere bestuurlijke bevoegdheden. De plaats telde bij de census van 2011 3849 inwoners.

## Bevolking
In de volkstelling van 2011 telde de (voormalige) gemeente Aliko 3.849 inwoners, een stijging ten opzichte van 2.638 inwoners op 1 april 2001.
Aliko heeft een gemengde bevolkingssamenstelling. De drie grootste bevolkingsgroepen waren de Albanezen (37,49%), de Grieken (27,9%) en de Roma (1,17%).
Van de 3.849 inwoners in 2011 waren er 692 tussen de 0-14 jaar oud, 2.507 inwoners waren tussen de 15-64 jaar oud en 650 inwoners waren 65 jaar of ouder.

### Religie
De grootste twee religies in Aliko waren de islam en Albanees-Orthodoxe Kerk met 29,3% respectievelijk 25,4% van de bevolking.
| Plaats | Bevolking (2011) | Islam (%)      | Katholiek (%) | Orthodox (%) | Bektashisme (%) |
| ------ | ---------------- | -------------- | ------------- | ------------ | --------------- |
| Aliko  | 3.849            | 1.129 (29,33%) | 158 (4,10%)   | 977 (25,38%) | 68 (1,77%)      |